# مالچو

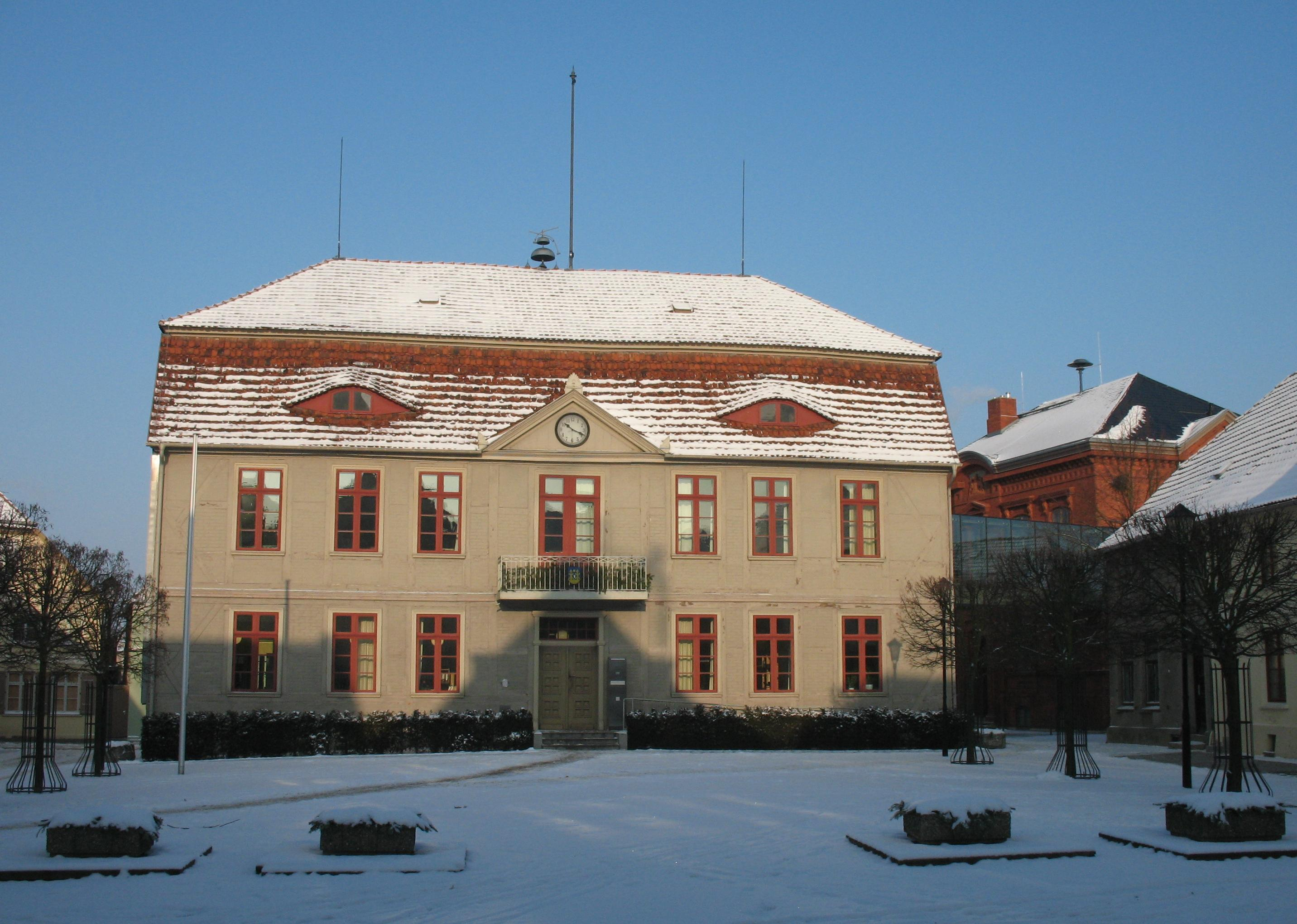

شهر مالچو (به آلمانی: Malchow) در ایالت مکلنبورگ-فورپومن در کشور آلمان واقع شده‌است.